# 巴特克莱因基希海姆
巴特克莱因基希海姆是奥地利克恩顿州德劳河畔施皮塔尔县的一个市镇。总面积74.01平方公里，总人口1781人，人口密度24.1人/平方公里（2011年）。